# Sorsanselkä och Keskinenvesi
Sorsanselkä och Keskinenvesi är en sjö i kommunen Joutsa i landskapet Mellersta Finland i Finland. Sjön ligger 123,1 meter över havet. Arean är 5,33 kvadratkilometer och strandlinjen är 29,51 kilometer. Den  ingår i Kymmene älvs huvudavrinningsområde. 